# Kalvarienberggruppe (Wenigmünchen)

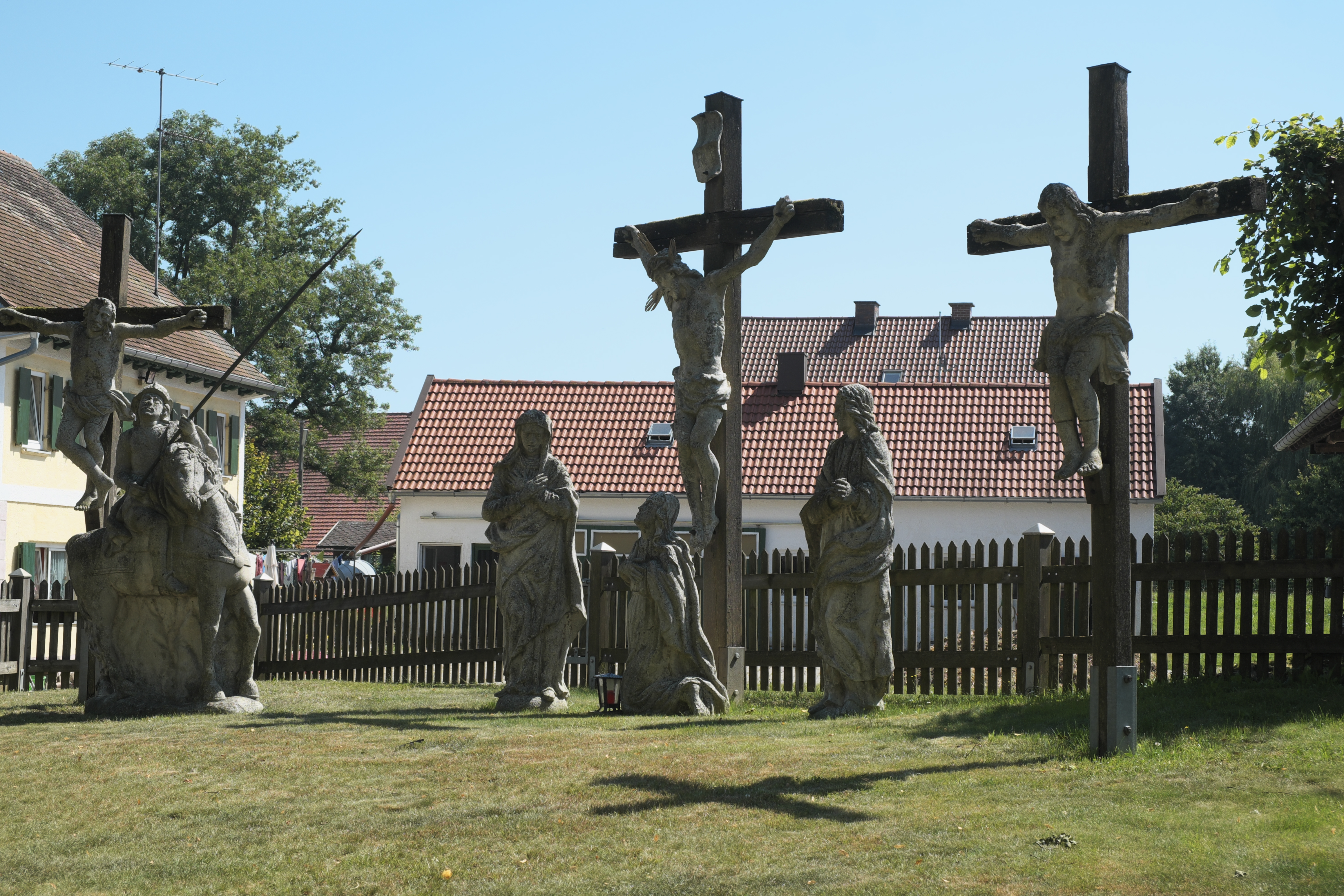
Kalvarienberggruppe in Wenigmünchen

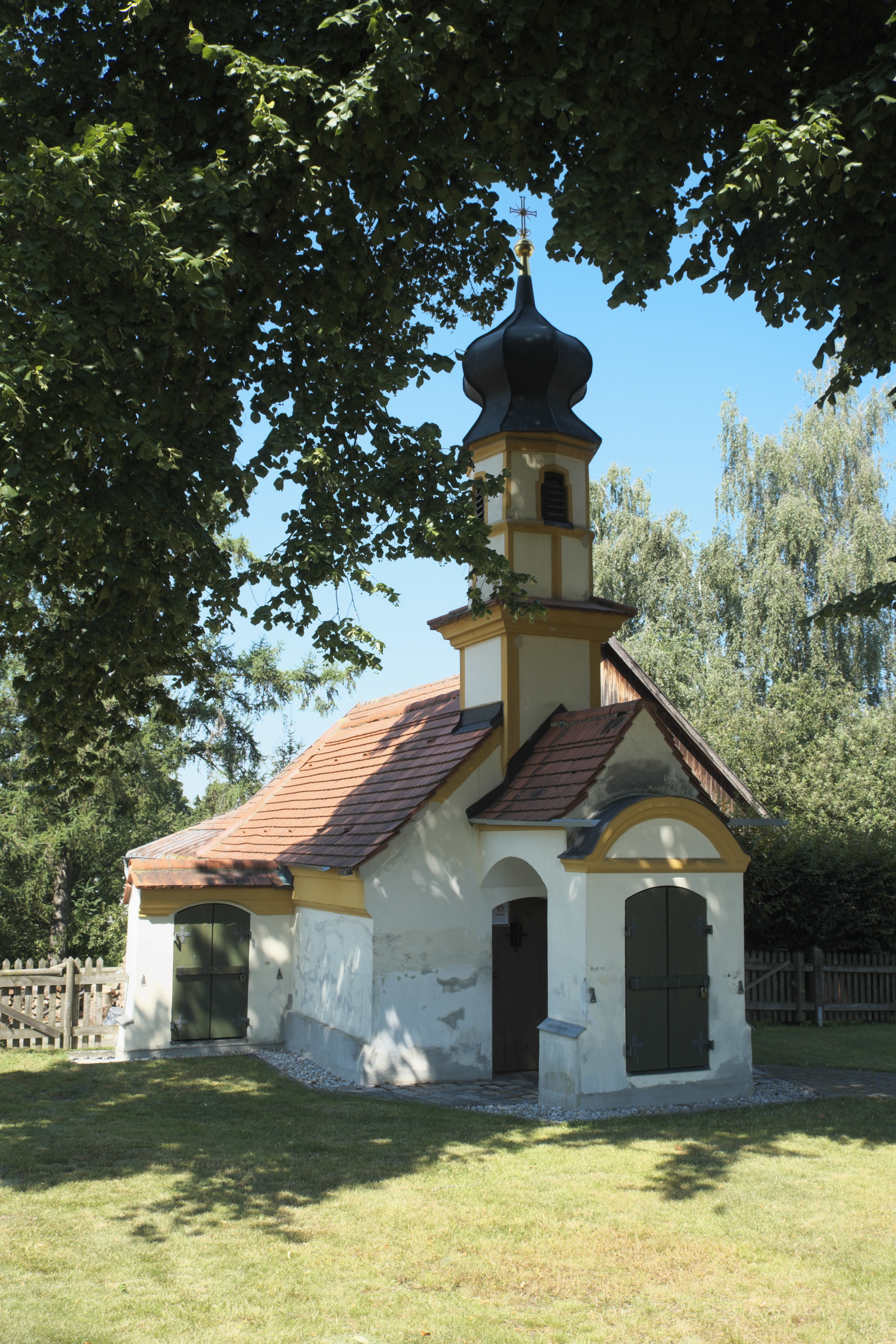
Kalvarienbergkapelle

Die Kalvarienberggruppe in Wenigmünchen, einem Gemeindeteil von Egenhofen im oberbayerischen Landkreis Fürstenfeldbruck, wurde 1740 an der Stelle einer Burg errichtet. Die Kalvarienberggruppe an der Kalvarienbergstraße ist ein geschütztes Baudenkmal.
Die Sandsteingruppe besteht aus drei Kreuzen, der Gottesmutter Maria, dem Apostel Johannes, der knienden Maria Magdalena und dem römischen Centurio Longinus zu Pferd.   
Die barocke Kapelle birgt eine Ausstattung mit einem Geißelheiland und einem Grabchristus. 
Zwölf Kreuzweghäuschen bilden die Einfassung des Kalvarienbergs.